# Zhangjiafan (köpinghuvudort i Kina, Hubei Sheng, lat 31,05, long 115,31)
Zhangjiafan (kinesiska: 张家畈) är en köpinghuvudort i Kina. Den ligger i provinsen Hubei, i den centrala delen av landet, omkring 110 kilometer nordost om provinshuvudstaden Wuhan. Antalet invånare är 37 066. Befolkningen består av 16 994 kvinnor och 20 072 män. Barn under 15 år utgör 20,0 %, vuxna 15-64 år 66 %, och äldre över 65 år 12,0 %.
Runt Zhangjiafan är det tätbefolkat, med 286 invånare per kvadratkilometer. Närmaste större samhälle är Shengli, 16,9 km nordost om Zhangjiafan. Trakten runt Zhangjiafan består till största delen av jordbruksmark.
Genomsnittlig årsnederbörd är 1 671 millimeter. Den regnigaste månaden är juli, med i genomsnitt 316 mm nederbörd, och den torraste är januari, med 36 mm nederbörd.